# Rzeźba Oświęcim II w Warszawie
Rzeźba Oświęcim II – rzeźba autorstwa Franciszka Strynkiewicza, ustawiona w międzymurzu murów obronnych Starego Miasta w Warszawie, między ulicami Podwale i Rycerską, na południe od wylotu ul. Wąski Dunaj.

## Opis
Rzeźba znajduje się na wysokości ulicy Rycerskiej 12, w międzymurzu Jana Zachwatowicza, przy wewnętrznym murze obronnym. 
Upamiętnienie o wysokości około 1 metra składa się z figury wykonanej w brązie oraz ponadmetrowego cokołu wykonanego z piaskowca. Przedstawia nagą kobietę z niemowlęciem, z ciałem w stanie rozkładu, w rozpaczliwej, pełnej bólu i grozy pozie. Jest to alegoria męczeństwa w obozie Auschwitz-Birkenau.
Rzeźba została wykonana w 1945 (według innych źródeł w 1948). Rzeźbę odsłonięto w 1957 roku.
W obecnym miejscu została ustawiona w 1976.